# Takanamat
Takanamat est une localité et une commune rurale du Niger du département de Tahoua, région de Tahoua.

## Géographie
La localité de Takanamat est située à 18 km au nord-ouest du chef-lieu régional Tahoua.
|         | Tillia    |        |
| Tébaram | Takanamat | Affala |
|         | Bambèye   |        |

La commune s'étend sur 23 villages, 108 hameaux et 7 camps.

## Histoire
La commune rurale de Takanamat est instaurée en 2002, issue du canton de Bambèye.

## Population
Lors du recensement général de 2012, la population communale est relevée à 44 049 habitants. La localité compte 4 766 habitants en 2012.

## Services et infrastructures
- Collège d'enseignement général (CEG) à Takanamat,
- Centre de formation aux métiers (CFM) de Takanamat.